# Saarstahl Rail
 (novembre 2021).
 (novembre 2021).
Si vous disposez d'ouvrages ou d'articles de référence ou si vous connaissez des sites web de qualité traitant du thème abordé ici, merci de compléter l'article en donnant les références utiles à sa vérifiabilité et en les liant à la section « Notes et références ».
 (novembre 2021).
 (novembre 2021).
La mise en forme du texte ne suit pas les recommandations de Wikipédia : il faut le « wikifier ».
Les points d'amélioration suivants sont les cas les plus fréquents. Le détail des points à revoir est peut-être précisé sur la page de discussion.
- Les titres sont pré-formatés par le logiciel. Ils ne sont ni en capitales, ni en gras.
- Le texte ne doit pas être écrit en capitales (les noms de famille non plus), ni en gras, ni en italique, ni en « petit »…
- Le gras n'est utilisé que pour surligner le titre de l'article dans l'introduction, une seule fois.
- L'italique est rarement utilisé : mots en langue étrangère, titres d'œuvres, noms de bateaux, etc.
- Les citations ne sont pas en italique mais en corps de texte normal. Elles sont entourées par des guillemets français : « et ».
- Les listes à puces sont à éviter, des paragraphes rédigés étant largement préférés. Les tableaux sont à réserver à la présentation de données structurées (résultats, etc.).
- Les appels de note de bas de page (petits chiffres en exposant, introduits par l'outil «  Source ») sont à placer entre la fin de phrase et le point final[comme ça].
- Les liens internes (vers d'autres articles de Wikipédia) sont à choisir avec parcimonie. Créez des liens vers des articles approfondissant le sujet. Les termes génériques sans rapport avec le sujet sont à éviter, ainsi que les répétitions de liens vers un même terme.
- Les liens externes sont à placer uniquement dans une section « Liens externes », à la fin de l'article. Ces liens sont à choisir avec parcimonie suivant les règles définies. Si un lien sert de source à l'article, son insertion dans le texte est à faire par les notes de bas de page.
- La présentation des références doit suivre les conventions bibliographiques. Il est recommandé d'utiliser les modèles {{Ouvrage}}, {{Chapitre}}, {{Article}}, {{Lien web}} et/ou {{Bibliographie}}. Le mode d'édition visuel peut mettre en forme automatiquement les références.
- Insérer une infobox (cadre d'informations à droite) n'est pas obligatoire pour parachever la mise en page.

Pour une aide détaillée, merci de consulter Aide:Wikification.
Si vous pensez que ces points ont été résolus, vous pouvez retirer ce bandeau et améliorer la mise en forme d'un autre article.
Saarstahl Rail est une entreprise sidérurgique française spécialisée dans la fabrication et la commercialisation de rails. Le site de production de l'entreprise est basé à Hayange, et sa direction commerciale à La Défense.
Saarstahl Rail est une filiale de la Holding SHS - Stahl-Holding-Saar GmbH & Co. KGaA (de). 
Depuis 2019, la société annonce réduire l'empreinte carbone des rails qui y sont produits, en achetant des blooms d'empreinte carbone 60% à 90% plus faible qu'habituellement (acier de recyclage).

## Historique
En 1881 est mise en service l'aciérie Thomas de Saint-Jacques, avec 6 convertisseurs et d'importants ateliers annexes. Elle est alimentée par la batterie de hauts fourneaux de Fourneau, qui comprend alors 7 hauts fourneaux et 2 cubilots.
Le laminoir à rail de Saint-Jacques, intégré dans l'usine sidérurgique de Hayange, a été fondé en 1892 par l'industriel de Wendel,,.
L'entreprise a connu plusieurs propriétaires ces cinquante dernières années, notamment Corus, Tata Steel, British Steel et Liberty Steel,,.
En août 2021, l'entreprise est rachetée par le groupe SHS - Stahl-Holding-Saar GmbH & Co. KGaA (de), et devient Saarstahl Rail,,,.

## Production
Le processus de production des rails implique principalement le laminage à chaud de blooms pour donner une forme proche du rail final.
Les blooms sont chauffés pendant environ 3 heures à 1 200 °C, puis font une quinzaine de passes dans les laminoirs[réf. nécessaire].
Les produits obtenus sont alors contrôlés et parachevés avant d'être envoyés aux clients.
En 2022, la production de l'entreprise est de 100 à 130 kilomètres de rails par semaine.

## Principaux clients
Saarstahl Rail travaille avec de nombreux constructeurs de voies ferrées en Europe (SNCF Réseau et RATP en France, Infrabel en Belgique, RFI en Italie, DB Netz en Allemagne, ou encore Trafikverket en Suède), et à l'international (Casa Transport au Maroc, etc.).
En décembre 2020, l'entreprise a livré les premiers rails produits à partir d'acier recyclé à la SNCF ; puis, en juin 2022, elle fournit également de tels rails pour la ligne 16 du métro parisien,.
En décembre 2022, un accord portant sur la livraison par l'entreprise de 20 000 tonnes de rail à l'Ukraine est annoncé lors de la Conférence bilatérale pour la résilience et la reconstruction de l’Ukraine.

## Principaux fournisseurs
Le site de Hayange est alimenté en blooms par les autres usines du groupe (l'aciérie électrique de Saarstahl Ascoval,, l'acierie LD de Völklingen et autres sites allemands), ainsi que British Steel Scunthorpe.